# Ivar Genesjö
Knut Ivar Lennart Genesjö (ur. 24 stycznia 1931 w Södra Sandsjö, zm. 15 lipca 2020 w Ystad) – szwedzki szermierz.
Podczas mistrzostw świata w Turynie w 1961 roku Szwedzi w składzie: Göran Abrahamsson, Ivar Genesjö, Hans Lagerwall, Orvar Lindwall, Berndt-Otto Rehbinder i Axel Wahlberg zdobyli brązowy medal w szpadzie drużynowej. W tej samej konkurencji reprezentacja Szwecji z Genesjö w składzie zdobyła srebrny medal na mistrzostwach świata w Buenos Aires w 1962 roku.
Wystartował na igrzyskach olimpijskich w Tokio w 1964 roku, gdzie w szpadzie drużynowej zajął czwarte miejsce. Był to jego jedyny start olimpijski.